# Сара Форестьє
Са́ра Форестьє́ (фр. Sara Forestier; нар. 4 жовтня 1986) — французька акторка, лауреат кінопремії «Сезар» 2005 року в категорії «Найкраща молода акторка» (фільм «Виверт»), та 2011 року в категорії «Найкраща акторка» (фільм «Імена людей») .

## Біографія
Сара Форестьє народилася 4 жовтня 1986 року у Копенгагені. Акторську кар'єру розпочала у п'ятнадцятирічному віці, з невеликої ролі у фільмі «Примари Люби». Популярність прийшла до неї з роллю Лідії у фільмі Абделатіфа Кешиша «Виверт» («Ухилення»), що вийшов на екрани у 2004 році. Пізніше вона знімалася в таких фільмах, як «Скільки ти коштуєш?» (2005) «Пекло», «Парфумер: Історія одного вбивці» (2006).
У 2010 році на екрани вийшли два фільми за участю Сари Форестьє: «Генсбур. Герой і хуліган», у якому вона виконала роль співачки Франс Галль, та «Імена людей», за роль у якому акторка отримала премію «Сезар» як найкраща акторка.
У 2013 році Сара Форестьє знову була номінована як найкраща акторка на премію «Сезар» за роль у фільмі режисера Катель Кілевере «Сюзанна» та отримала Приз за найкращу жіночу роль у цьому фільм на Міжнародному кінофестивалю в Салоніках (2013).
У січні 2016 року Сара Форестьє була нагороджена французьким орденом Мистецтв та літератури (кавалер).

## Фільмографія (вибіркова)
| Рік  | Назва                           | Оригінальна назва                                          | Роль                               |
| ---- | ------------------------------- | ---------------------------------------------------------- | ---------------------------------- |
| 2001 | Примари Люби                    | Les Fantômes de Louba                                      | Друга донька                       |
| 2002 | Війна в Парижі                  | La Guerre à Paris                                          | епізод                             |
| 2003 | Виверт                          | L'Esquive                                                  | Лідія                              |
| 2005 | Мистецтво красиво розлучатися   | Un fil à la patte                                          | Вівіан                             |
| 2005 | Сміливість кохати               | Le Courage d'aimer                                         | Саломея                            |
| 2005 | Скільки ти коштуєш?             | Combien tu m'aimes?                                        | Міґет                              |
| 2006 | Пекло                           | Hell                                                       | Хелл                               |
| 2006 | Астерікс і вікінги              |                                                            | озвучування                        |
| 2006 | Декілька днів у вересні         | Quelques jours en septembre                                | Орландо                            |
| 2006 | Парфумер: Історія одного вбивці |                                                            | Жанна                              |
| 2007 | Жан де Лафонтен: виклик долі    | Jean de la Fontaine, le défi                               | Перретт                            |
| 2007 | У кожного своє кіно             | Chacun son cinéma ou Ce petit coup au coeur quand la lumiè | білетерка епізод «Cinéma Erotique» |
| 2008 | Майже як люди                   | Humains                                                    | Надіа                              |
| 2009 | Дикі трави                      | Les Herbes folles                                          | Елоді                              |
| 2010 | Імена людей                     | Le nom des gens                                            | Байя                               |
| 2010 | Генсбур. Герой і хуліган        | Gainsbourg (Vie héroïque)                                  | Франс Галль                        |
| 2012 | Піратське телебачення           | Télé gaucho                                                | Клара                              |
| 2013 | Любов — це ідеальний злочин     | L'amour est un crime parfait                               | Енні                               |
| 2013 | Сюзанна                         | Suzanne                                                    | Сюзанна Маревська                  |
| 2013 | Мої заняття боротьбою           | Mes séances de lutt                                        | Елле                               |
| 2014 | Махни крилом!                   | Yellowbird                                                 | озвучування                        |
| 2015 | Молода кров                     | La tête haute                                              | мати Малоні                        |

### Режисерка та сценаристка
| Рік  |     | Фільм         | Мовою оригіналу | Режисер | Сценарист |
| ---- | --- | ------------- | --------------- | ------- | --------- |
| 2008 | к/м | Один, два, ти | Un, deux, toi   | Так     |           |
| 2009 | к/м |               | T Moi           | Так     |           |
| 2017 |     | М             | M               | Так     | Так       |

## Визнання
| Рік                                   | Категорія                                                       | Фільм                  | Результат |
| ------------------------------------- | --------------------------------------------------------------- | ---------------------- | --------- |
| Берлінський міжнародний кінофестиваль |                                                                 |                        |           |
| 2005                                  | Приз EFP Shooting Star                                          | Приз EFP Shooting Star | Перемога  |
| Премія «Сезар»                        |                                                                 |                        |           |
| 2005                                  | Найперспективніша акторка                                       | Виверт                 | Перемога  |
| 2011                                  | Найкраща акторка                                                | Імена людей            | Перемога  |
| 2014                                  | Найкраща акторка                                                | Сюзанн                 | Номінація |
| 2016                                  | Найкраща акторка другого плану                                  | Молода кров            | Номінація |
| Золота зірка кіно                     |                                                                 |                        |           |
| 2005                                  | Найкраща нова акторка                                           | Виверт                 | Перемога  |
| 2011                                  | Найкраща акторка                                                | Імена людей            | Перемога  |
| Кінофестиваль в Салоніках             |                                                                 |                        |           |
| 2013                                  | Найкраща акторка                                                | Сюзанн                 | Перемога  |
| Кінофестиваль у Лас-Пальмас           |                                                                 |                        |           |
| 2014                                  | Найкраща акторка                                                | Мої заняття боротьбою  | Номінація |
| Венеційський кінофестиваль            |                                                                 |                        |           |
| 2017                                  | Нагорода «Europa Cinemas Label» за найкращий європейський фільм | М                      | Перемога  |
| Премія «Кришталевий глобус»           |                                                                 |                        |           |
| 2018                                  | Найкраща акторка                                                | М                      | Номінація |